# Gamla bron
El Gamla bron (que en sueco significa «puente viejo») es el puente más antiguo que se conserva en la ciudad de Umeå (Suecia) sobre el río Ume, y cuenta con una longitud de 301 metros.

## Historia
Antes de que la ciudad de Umeå tuviese ningún puente, sus habitantes debían curzar el río Ume sobre caminos de hielo durante el invierno, y con transbordadores durante el resto del año.
Durante la segunda ocupación rusa de Umeå en la guerra finlandesa, en 1809 los rusos construyeron un puente flotante hecho con troncos. Sin embargo, poco después fue destruido por una riada primaveral.
La construcción de un puente sobre el río Ume fue considerada demasiado costosa durante mucho tiempo, pero el gobernador Gustaf Munthe se interesó por este proyecto cuando ocupó el cargo en 1856 y 1858. Ordenó investigar cual era el lugar más idóneo para construirlo, pidió propuestas de diseños y el cálculo de su coste de construcción. Las investigaciones indicaron que el lugar justo para su construcción estaba fuera de la ciudad, río arriba, donde el lecho del río era más adecuado para soportar el peso del puente. Los costes estimados fueron de 65 450 coronas suecas. El coste final fue de 86 000 coronas.
El puente se inauguró en 1863 y durante mucho tiempo se debía pagar un peaje para poder cruzarlo. Tan solo una década después, el puente original de madera se tuvo que sustituir y en 1895-1895 se edificó un nuevo de acero que es el que se conserva.

## El puente actual
El puente solo está abierto para el uso de peatones y de bicicletas. Durante 2013, se detectaron desperfectos que tuvieron que repararse.